# Syntropis
Genre
Syntropis est un genre de scorpions de la famille des Vaejovidae.

## Distribution
Les espèces de ce genre sont endémiques du Mexique. Elles se rencontrent en Basse-Californie du Sud et en Basse-Californie.

## Liste des espèces
Selon The Scorpion Files (30/08/2020) :
- Syntropis aalbui Lowe, Soleglad & Fet, 2007
- Syntropis macrura Kraepelin, 1900
- Syntropis williamsi Soleglad, Lowe & Fet, 2007

## Publication originale
- Kraepelin, 1900 : « Über einige neue Gliederspinnen. » Abhandlungen aus dem Gebiete der Naturwissenschaften Herausgegeben vom naturwissenschaftlichen Verein in Hamburg, vol. 16, no 2, p. 1-28.